# Пост № 1 (платформа)
Пост № 1 (бел. Пост №1) — остановочный пункт в городе Барановичи, Брестской области. 

Железнодорожная платформа находится между остановочным пунктом Ольсевичи и станцией Барановичи Полесские.